# Ohanes
Ohanes é um município da Espanha, na província de Almería, comunidade autónoma da Andaluzia. Tem 32 km² de área e em 2021 tinha 561 habitantes (densidade: 17,5 hab./km²).